# Čompe
Čompe so šestčlanska etno, jazz skupina iz Ljubljane, ki je nastala leta 1994. Ime glasbene skupine je nastalo kot trenutni izmislek skozi leta delovanja, in sicer je to narečni izraz za krompir, ki je v rabi v Trenti in Ziljski dolini.
Gre za šesterico igralskega oziroma gledališkega poklica. Igrajo žanrsko različen repertoar pesmi. Avtorsko glasbo ustvarjajo na besedila Daneta Zajca, Milana Jesiha, Edvarda Kocbeka in Andreja Rozmana Roze.

## Člani
- Silvo Zupančič – kitara
- Neža Zinaić – violina
- Marjan Stanič – bobni, tolkala
- Janez Škof – diatonična harmonika, vokal
- Žiga Saksida – alt/bariton, saksofon
- Breda Krumpak – alt, saksofon

## Diskografija
- Čompe (2004)

## Seznam pesmi
- Ibržniki
- Uvodna
- Uspavanka za dnevno rabo
- Rože noči
- Himalaya — predzadnja pesem
- Potepuh
- Francoz
- Repa
- Regi (ti si bila...)
- Garača
- Dva vrana
- Človeška ribica